# Cociuba Mare
Cociuba Mare est une commune roumaine du județ de Bihor, en Transylvanie, dans la région historique de la Crișana et dans la région de développement du Nord-Ouest.

## Géographie
La commune de Cociuba Mare est située dans le sud du județ, sur la rive gauche du Crișul Negru, à 34 km au sud-est de Salonta et à 51 km au sud d'Oradea, le chef-lieu du județ.
La municipalité est composée des quatre villages suivants, nom hongrois, (population en 2002) :
- CărĔsĔu, Karaszó (802) ;
- Cheșa, Kisháza (669) ;
- Cociuba Mare, Alsókocsoba (1 073), siège de la commune ;
- Petid, Petegd (674).

## Histoire
La première mention écrite du village de Cociuba Mare date de 1374. Cependant, des fouilles archéologiques entreprises dans les terrasses alluviales du Crișul Negru ont prouvé une occupation beaucoup plus ancienne. Les objets préhistoriques trouvés lors de ces fouilles sont maintenant conservés au Musée du pays Criș d'Oradea.
La commune, qui appartenait au royaume de Hongrie, en a donc suivi l'histoire.
Après le compromis de 1867 entre Autrichiens et Hongrois de l'empire d'Autriche, la principauté de Transylvanie disparaît et, en 1876, le royaume de Hongrie est partagé en comitats. Cociuba Mare intègre le comitat de Bihar (Bihar vármegye).
À la fin de la Première Guerre mondiale, l'Empire austro-hongrois disparaît et la commune rejoint la Grande Roumanie au traité de Trianon.
En 1940, à la suite du deuxième arbitrage de Vienne, Cociuba Mare n'est pas annexée par la Hongrie et reste sous souveraineté roumaine, contrairement au reste du județ.

## Politique
| Période                                  | Période  | Identité     | Étiquette   | Qualité |
| ---------------------------------------- | -------- | ------------ | ----------- | ------- |
| Les données manquantes sont à compléter. |          |              |             |         |
|                                          | 2012     | Mihai Groza  | Ioan Irimie |         |
| 2012                                     | En cours | Mihai Sferle | PNL         |         |

| Parti | Parti                                      | Sièges |
| ----- | ------------------------------------------ | ------ |
|       | Parti social-démocrate (PSD)               | 2      |
|       | Parti national libéral (PNL)               | 7      |
|       | Alliance des libéraux et démocrates (ALDE) | 1      |
|       | Parti Mouvement populaire (PMP)            | 1      |

## Religions
En 2002, la composition religieuse de la commune était la suivante :
- Chrétiens orthodoxes, 86,42 % ;
- Baptistes, 5,28 % ;
- Pentecôtistes, 3,66 % ;
- Réformés, 0,43 %.

## Démographie
En 1910, à l'époque austro-hongroise, la commune comptait 5 007 Roumains (92,81 %), 331 Hongrois (6,14 %) et 52 Tsiganes (0,96 %).
En 1930, on dénombrait 5 213 Roumains (94,75 %), 175 Hongrois (3,18 %), 55 Juifs (1,00 %) et 59 Tsiganes (1,07 %).
En 1956, après la Seconde Guerre mondiale, 5 460 Roumains (98,01 %) côtoyaient 105 Hongrois (1,88 %).
En 2002, la commune comptait 2 899 Roumains (90,08 %), 289 Tsiganes (8,98 %) et 23 Hongrois (0,71 %). On comptait à cette date 1 515 ménages et 1 675 logements.
| 1880  | 1890  | 1900  | 1910  | 1920  | 1930  | 1941  | 1956  | 1966  |
| ----- | ----- | ----- | ----- | ----- | ----- | ----- | ----- | ----- |
| 4 405 | 4 876 | 4 838 | 5 395 | 5 184 | 5 502 | 5 598 | 5 571 | 5 000 |

| 1977  | 1992  | 2002  | 2007  | - | - | - | - | - |
| ----- | ----- | ----- | ----- | - | - | - | - | - |
| 4 412 | 3 418 | 3 218 | 3 027 | - | - | - | - | - |

## Économie
L'économie de la commune repose sur l'agriculture et l'élevage. La commune dispose de 4 624 ha de terres arables, de 1 527 ha de pâturages, de 1 272 ha de forêts et de 102 ha de prairies.

## Communications

### Routes
Cociuba Mare est située sur la route régionale DJ709A qui la relie avec Belfir, Girișu Negru et Batăr à l'ouest et Petid et Șoimi à l'est.

## Lieux et monuments
- Cociuba Mare, église orthodoxe datant de 1920[6] ;
- Cheșa, église orthodoxe datant de 1908[6].

## Personnalités liées à la commune
- Adrian Șut (1999-), footballeur roumain.